# 포티스헤드
포티스헤드(Portishead)는 브리스톨 출신의 영국 트립합 밴드이다. 밴드명은 브리스톨 서쪽으로 13km에 있는 마을 이름을 그대로 따왔다.

## 역사
포티스헤드는 1991년 브리스톨에서 제프 배로, 베스 기번스, 그리고 에이드리언 우틀리에 의해 처음으로 결성되었다. 배로는 매시브 어택이나 트리키(Tricky)의 테이프 녹음 기사로 일했던 경험이 있다. 또한 기번스는 술집에서 노래해왔으며 우틀리는 빅 존 패튼(Big John Patton)이나 재즈 메신저(The Jazz Messengers)에서 재즈 기타리스트로 활동해왔다. 세 명은 "To Kill a Dead Man"이라는 짧은 영상을 만들기도 했는데, 이 영상은 간첩 영화에서 상당한 영향을 받은 영상으로, 이 영상에 수록된 그들의 음악이 계기가 되어 밴드는 'Go! Beat Records'와 계약을 맺었다.

### Dummy (1994)
1994년, 포티스헤드의 첫 번째 음반 Dummy와 첫 번째 싱글 "Numb"이 발매되었다. 그들은 인터뷰나 라디오 출현 등을 거의 하지 않았지만, 그들의 음반은 입소문을 타고 유럽과 미국에 걸쳐 큰 성공을 거두게 되었다. (미국에서는 밴드가 투어 공연을 하기 전에 이미 15만 장이 팔렸다.) Dummy 음반에 수록된 곡을 포함한 세 개의 싱글앨범은 "Numb," "Glory Box," 그리고 "Sour Times"가 있다. 이 중 "Glory Box"는 1996년 프랑스 영화 When the Cat's Away에 쓰였으며 이들은 1995년 머큐리 음악상을 수상했다.
2003년, 음반은 롤링 스톤즈 (잡지)가 만든 이 시대의 가장 훌륭한 음반 500장에서 419번째로 실리게 되었다.

### Portishead (1997)
초기의 성공 이후 포티스헤드는 3년간 잠적해 있다가 1997년, 두 번째 음반인 Portishead를 발표했다. 이 음반은 Dummy에서 보여준 것과 상당히 다른 느낌을 담고 있었다. 가장 큰 차이점은 대부분의 음악들이 밴드가 직접 작곡했다는 것에 있다. 때문에 몇몇 평론가는 여기 실린 대부분의 곡들이 껄끄럽고 귀에 거슬린다고 표현했다. 세 개의 싱글앨범, "All Mine," "Over," 그리고 "Only You"가 발매되었으며 "All Mine"의 경우 영국에서 순위권 10위권 안에 드는 등 큰 성공을 거두었다.

### Roseland NYC Live (1998)
1997년, 밴드는 뉴욕 시의 Roseland Ballroom에서 공연을 열었는데, 이 공연에는 뉴욕 필하모니 오케스트라가 협연했다. 이 때의 공연을 녹음한 라이브 음반인 Roseland NYC Live이 1998년 발매되었다. 또한 후에 실황을 담은 VHS비디오(초기 시절의 공연도 포함), 그리고 DVD 등이 2002년까지 나오게 된다.

### 공백기 (1999-2005)
이후 몇 년간, 밴드의 멤버들은 각자 솔로를 구상하거나 다른 일에 몰두했다. 2005년 2월, 밴드는 7년 만에 처음으로 브리스톨에서 열린 쓰나미 자선 콘서트에서 라이브 공연을 가졌다. 이 공연에서 배로는 밴드가 세 번째 앨범을 준비하고 있다고 밝혔으며 2006년 8월에 그들의 마이 스페이스 페이지에 두 개의 새로운 곡을 연습작이라 하며 올려 놓았다.
포티스헤드는 Serge Gainsbourg의 곡 "Un Jour Comme un Autre (안나를 위한 레퀴엠)"을 커버했으며, 이 곡은 트리뷰트 앨범인 Monsieur Gainsbourg Revisited에 수록되었다.

### Third (2008)
2007년 10월 2일 포티스헤드드는 "Third"라는 이름의 새로운 음반이 거의 다 완성되었다고 밝혔으며 2008년 4월에 발매될 것이라고 했다. 발매일은 이후 4월 28일로 늦춰지게 되었다. 2007년 12월 8~9일, 밴드는 영국의 마인헤드에서 All Tomorrow's Parties라는 페스티벌을 주최했다. 페스티벌에서 그들은 10년 만에 처음으로 정식 라이브 공연을 보여주었다. 포티스헤드는 새로운 음반에 수록될 다섯 곡을 불렀다. ("Silence," "Hunter," "The Rip," "We Carry On," "Machine Gun.") 2008년 1월 21일 그들은 새로운 앨범 발표와 함께 유럽 투어를 시작했으며 그와 함께 Coachella Valley Music and Arts Festival에 2008년 4월 26일 공연을 가질 예정이라고 발표했다.
포티스헤드의 11개의 곡을 담은 새로운 앨범 "Third"는 last.fm 라디오 방송국에서 발매 일주일 전 라이브로 방송되었으며, 24시간 동안 32만 7천 명이 방송을 듣는 등 큰 관심을 받았다. 이것은 last.fm이 처음으로 음반 공식 발매일 이전에 음반을 공개한 경우였다. 웹 사이트는 2천5백만 명 가량의 유저들이 방문하여 포티스헤드의 새로운 수록곡을 들었다. 음반은 밴드가 Coachella Valley Music and Arts Festival에서 공연하던 2008년 4월 29일 정식 발매가 되었다. 2008년 5월 29일 제프 배로는 바르셀로나에서 열린 프리마베라 사운드 페스티벌에서 Chuck D와 Public Enemy와 함께 공연함으로써 그의 소년시절 꿈을 실현했다. 그는 포티스헤드의 새로운 곡 'Machine Gun'에서 프리스타일 랩을 선보이기도 했다.
2008년 5월 18일, 배로는 그들의 공식 웹사이트의 블로그에 "새로운 음을 작곡하고 싶어 못 견디겠다"라며 새로운 음반에 대한 그들의 열정을 보여주었다.

## 디스코그라피

### 정규 앨범
- 1994년 8월 22일 Dummy, 레이블: Go Beat 8285222
- 1997년 9월 30일 Portishead, 레이블: Go Beat 5391892
- 1998년 11월 2일 Roseland NYC Live, 레이블: Go Beat 5594242
- 2008년 4월 28일 Third, 레이블: Island 1764013

### 싱글

#### Dummy
- 1994년 "Numb," "Sour Times"
- 1995년 "Glory Box," "Sour Times (re-release)"

#### Portishead
- 1997년 "All Mine," "Over"
- 1998년 "Only You"

#### Third
- 2008년 "Machine Gun," "The Rip"
- "We Carry On" 발매 예정.

### 컴필레이션
- 1995년 Glory Times ("Glory Box"와 "Sour Times" 싱글 앨범 수록)

### DVD와 비디오
- 1998년 Roseland NYC Live (PAL 비디오)
- 2002년 Roseland NYC Live (DVD - 모든 싱글 앨범과 짧은 영상 수록)

### 참여 앨범
- 1999년. Tom Jones과 함께 그의 듀엣 음반 Reload의 곡 "Motherless Child"에 참여. 이 음반은 Neil Hannon과 The Divine Comedy가 듀엣으로 부른 포티스헤드의 곡 "All Mine"이 수록되었다.
- 2003년. 제프 배로우는 아드리안 우틀리와 함께 Dlive Deamer, Tim Saul, 그리고 John Baggott을 도와 Stephanie McKay의 앨범 "Mckay"의 프로듀싱 작업을 했다. (Go! Beat 레코드사 레이블)
- 2005년. 제프 배로우와 아드리안 우틀리는 The Coral의 The Invisible Invasion앨범 작업을 프로듀스했다.

### 리믹스
- 1993년. Depeche Mode - "In Your Room" (The Jeep Rock Mix)
- 1993년. Depeche Mode - "Walking In My Shoes" (Grungy Gonads Mix)
- 1993년. Gabrielle - "Going Nowhere" (Portishead Mix)
- 1993년. Whores Of Babylon - "Fall Of Agade" (Portishead Remix)
- 1994년. Paul Weller - "Wild Wood" (The Sheared Wood Remix)
- 1994년. Primal Scream - "Give Out But Don't Give Up" (Portishead Remix)
- 1994년. Ride - "Moonlight Medicine" (Portishead's Ride On The Wire Mix)
- 1994년. The Sabres of Paradise - "Planet D" (Portishead Remix)
- 1994년. Gravediggaz - "Nowhere to Run, Nowhere To Hide" (Portishead Remix)
- 1994년. The Federation - "Rusty James" (Portishead Remix)
- 1994년. UNKLE - "The Time Has Come" (Portishead Plays Unkle Mix)
- Earthling

* 1994년. "1st Transmission" (Portishead's Earthead Mix)
* 1995년. "Nefisa" (Portishead Mix)
- 1995년. Nine - "Whutcha Want" (Portishead Mix)
- 1995년. Massive Attack - "Karmacoma" (Portishead Experience)
- 1995년. Junkwaffel - "Mudskipper" (Portishead So-So Mix)
- 1997년. Natalie Imbruglia - "Leave Me Alone" (Portishead Remix)
- 1999년. Something for Kate - "Easy" (Mr Barrow and Mr Yates Surfin' For Kate Remix)
- 2002년. Machine Gun Fellatio - "Horny Blonde 40" (Portishead Remix)

### 사운드트랙
- Lord of War (2005)
- Nowhere (1997)
- The Watcher (2000)
- When the Cat's Away (Chacun cherche son chat) (1996)
- Stealing Beauty (1996)
- Mars Attacks! (1996)
- Tank Girl (1995)
- Go Now (1995)
- Le Confessional (1995)
- Assassins (1995)
- The Craft

## 비디오그라피

### 뮤직비디오
- Numb (Alexander Hemming 감독)
- Sour Times (Alexander Hemming 감독) : To Kill a Dead Man의 장면들로 구성
- Glory Box (Alexander Hemming 감독) : Basil Dearden의 영화 Victim의 영향을 받음
- All Mine (Dick Caruthers 감독) : 1968년 이탈리아의 탈렌트 쇼 The Outer Limits를 바탕으로 찍었다.
- Over (Chris Bran 감독)
- Only You (Chris Cunningham)
- Wandering Star(어쿠스틱 버전) (아드리안 우틀리, Hazel Grian 촬영, Rick Holbrook 편집)
- Machine Gun (John Minton 감독)
- The Rip (Nick Uff 감독)
- We Carry On (Nick Uff 감독)

### 짧은 영상
- To Kill a Dead Man (1994) (Alexander Hemming 감독)
- Road Trip (1997) (Hazel Grian 감독) : 10분 가량의 영화로 1997년과 98년 세계투어 콘서트 영상을 소개하고 있다. DJ Andy Smith가 믹스한 포티스헤드의 곡들을 수록, 포티스헤드가 Bristol로 향하는 차안에서 찍은 영상도 수록.

## 그 외의 기여
- "Roads"는 One 캠페인의 TV 광고에서 쓰이기도 했다.
- "Undenied"는 2002년 Cătălin Mitulescu가 제작한 짧은 영상 17 minute întârziere에 쓰였다.
- "Portishead Interview and Mix CD" (마크 핀들리가 인터뷰한 제프 배로우. 제프 배로우와 앤디 스미스 그리고 Cowboys가 믹스)